# Discographie de Sia

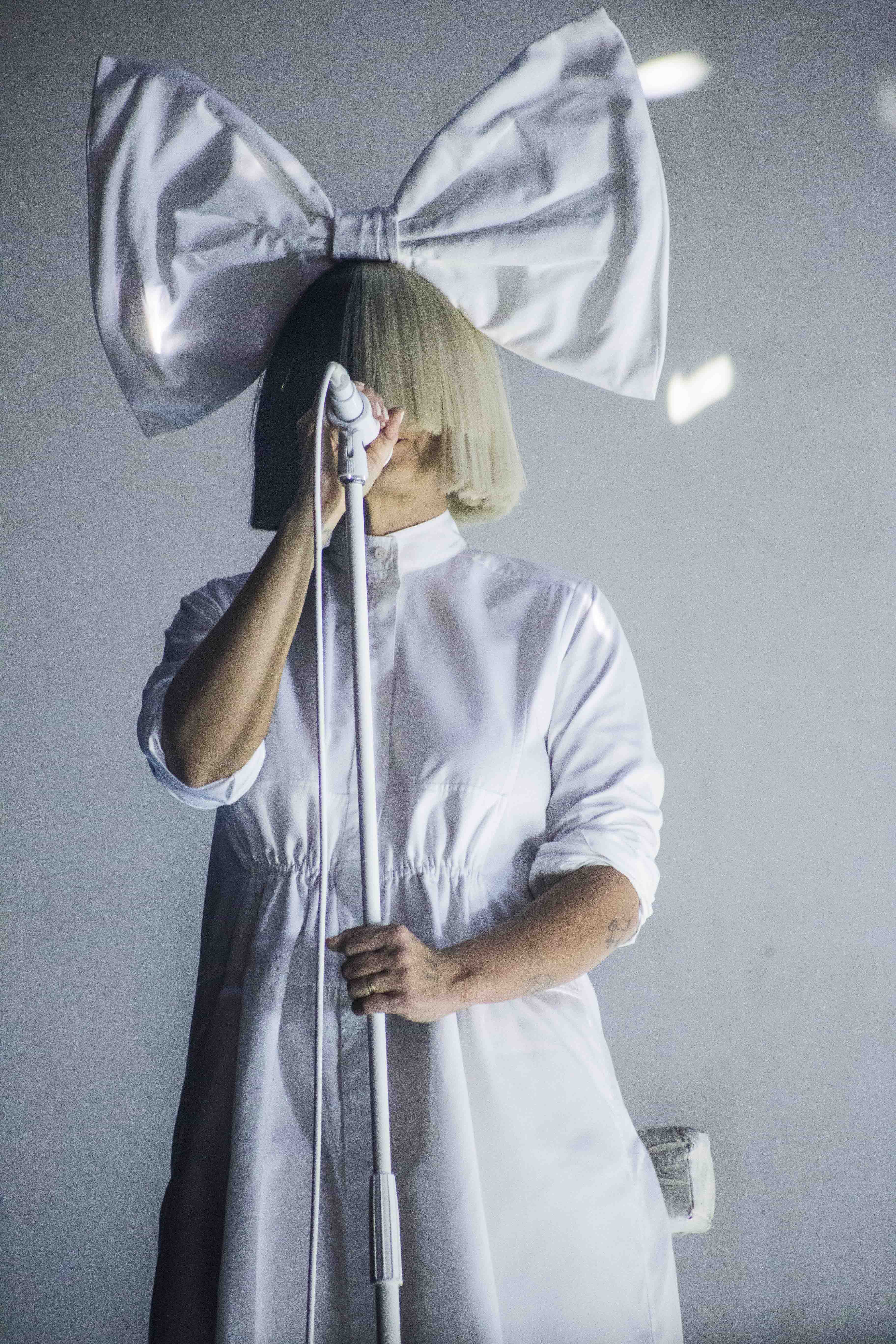
Sia en concert à Boston en 2016

La discographie de la chanteuse australienne Sia composée de 12 albums studio, de 3 albums live, de 1 best-of et de  21 singles.

## Albums

### Albums studio
| Année | Album | Meilleur classement | Meilleur classement | Meilleur classement | Meilleur classement | Meilleur classement | Meilleur classement | Meilleur classement | Meilleur classement | Meilleur classement | Meilleur classement | Meilleur classement | Meilleur classement | Certifications                                      |
| Année | Album | AUS                 | BEL (Flandre)       | BEL (WA)            | CAN                 | DEN                 | GER                 | FIN                 | FRA                 | NLD                 | SWI                 | UK,                 | USA                 | Certifications                                      |
| ----- | --- | ------------------- | ------------------- | ------------------- | ------------------- | ------------------- | ------------------- | ------------------- | ------------------- | ------------------- | ------------------- | ------------------- | ------------------- | --------------------------------------------------- |
| 1997  | OnlySee - Sortie : 1997 - Label : Flavoured Records - Formats : CD                                                          | —                   | —                   | —                   | —                   | —                   | —                   | —                   | —                   | —                   | —                   | —                   | —                   |                                                     |
| 2001  | Healing Is Difficult - Sortie : 29 août 2002 - Label : Columbia - Formats : CD                                              | 99                  | —                   | —                   | —                   | —                   | —                   | —                   | —                   | —                   | —                   | —                   | —                   |                                                     |
| 2004  | Colour the Small One - Sortie : 12 janvier 2004 - Label : Systemtactic, Go! Beat - Formats : CD, téléchargement             | —                   | —                   | —                   | —                   | —                   | —                   | —                   | —                   | —                   | —                   | —                   | —                   |                                                     |
| 2008  | Some People Have Real Problems - Sortie : 8 janvier 2008 - Label : Monkey Puzzle, Hear Music - Formats : CD, téléchargement | 41                  | 83                  | 52                  | —                   | —                   | —                   | —                   | 58                  | —                   | —                   | 106                 | 26                  | - AUS: Gold                                         |
| 2010  | We Are Born - Sortie : 18 juin 2010 - Label : Monkey Puzzle - Formats : CD, téléchargement                                  | 2                   | 80                  | 42                  | 60                  | 14                  | 73                  | 24                  | 42                  | 13                  | 38                  | 74                  | 37                  | - AUS: Gold                                         |
| 2014  | 1000 Forms of Fear - Sortie : 8 juillet 2014 - Label : Monkey Puzzle - Formats : CD, téléchargement                         | 1                   | 34                  | 10                  | 1                   | 5                   | 30                  | 9                   | 8                   | 22                  | 4                   | 5                   | 1                   | - AUS: Gold - Uk: Gold - FR: 1 × Platine - PL: Gold |
| 2016  | This Is Acting - Sortie : 29 janvier 2016 - Label : Monkey Puzzle - Formats : CD, téléchargement                            | —                   | —                   | —                   | —                   | —                   | —                   | —                   | 3                   | —                   | —                   | —                   | —                   | - FR : 3 × Platine                                  |
| 2017  | Everyday Is Christmas - Sortie : 17 novembre 2017 - Label : Monkey Puzzle, Atlantic - Formats : CD, téléchargement          | —                   | —                   | —                   | —                   | —                   | —                   | —                   | —                   | —                   | —                   | —                   | —                   |                                                     |
| 2021  | Music - Sortie : 12 février 2021 - Label : Monkey Puzzle, Atlantic - Formats : CD, téléchargement                           | —                   | —                   | —                   | —                   | —                   | —                   | —                   | —                   | —                   | —                   | —                   | —                   |                                                     |

### Albums best-of
| Année | Album                                                                            |
| ----- | -------------------------------------------------------------------------------- |
| 2012  | Best-Of - Sortie : 30 mars 2012 - Label : Interia - Formats : CD, téléchargement |

### Albums live
| Année | Album                                                                                    |
| ----- | ---------------------------------------------------------------------------------------- |
| 2007  | Lady Croissant - Sortie : 3 avril 2007 - Label: Astralwerks - Format: CD, téléchargement |
| 2009  | TV is My Parent - Sortie : 19 mai 2009 - Label : Hear Music - Format : DVD               |
| 2011  | We Meaning You Tour: Live at the Roundhouse - Sortie : 19 juillet 2011 - Format: CD      |

## Singles
| Année | Chanson                                     | Classement | Classement | Classement | Classement | Classement | Classement | Classement | Classement | Classement | Classement | Classement | Classement | Classement | Certifications | Album                            |
| Année | Chanson                                     | AUS        | CAN        | BEL (WA)   | DAN        | FRA        | NLD        | ESP        | SUI        | NZ         | IRL        | UK ,       | USA        | US Dance   | | Album                            |
| ----- | ------------------------------------------- | ---------- | ---------- | ---------- | ---------- | ---------- | ---------- | ---------- | ---------- | ---------- | ---------- | ---------- | ---------- | ---------- | --- | -------------------------------- |
| 2000  | Taken for Granted                           | 100        | —          | —          | —          | —          | —          | —          | —          | —          | —          | 10         | —          | —          | | Healing Is Difficult             |
| 2000  | Little Man                                  | —          | —          | —          | —          | —          | —          | —          | —          | —          | —          | —          | —          | —          | | Healing Is Difficult             |
| 2001  | Drink to Get Drunk (Different Gear vs. Sia) | —          | —          | —          | —          | —          | 85         | —          | —          | —          | —          | —          | —          | —          | | Healing Is Difficult             |
| 2004  | Don't Bring Me Down                         | —          | —          | —          | —          | —          | —          | —          | —          | —          | —          | —          | —          | —          | | Colour the Small One             |
| 2004  | Breathe Me                                  | —          | —          | —          | 19         | 81         | —          | —          | —          | —          | —          | 71         | —          | —          | | Colour the Small One             |
| 2004  | Where I Belong                              | —          | —          | —          | —          | —          | —          | —          | —          | —          | —          | —          | —          | —          | | Colour the Small One             |
| 2005  | Numb                                        | —          | —          | —          | —          | —          | —          | —          | —          | —          | —          | —          | —          | —          | | Colour the Small One             |
| 2007  | Day Too Soon                                | —          | —          | —          | —          | —          | —          | —          | —          | —          | —          | —          | —          | 24         | | Some People Have Real Problems   |
| 2008  | The Girl You Lost (To Cocaine)              | —          | —          | —          | —          | —          | 11         | 12         | —          | —          | —          | —          | —          | 8          | | Some People Have Real Problems   |
| 2008  | Soon We'll Be Found                         | 89         | —          | —          | —          | —          | —          | —          | —          | —          | —          | 94         | —          | —          | | Some People Have Real Problems   |
| 2009  | You've Changed                              | 31         | —          | —          | —          | —          | 95         | —          | —          | —          | —          | —          | —          | 47         | | Some People Have Real Problems   |
| 2009  | Buttons                                     | 67         | —          | —          | —          | —          | —          | —          | —          | —          | —          | —          | —          | —          | | Some People Have Real Problems   |
| 2010  | Under the Milky Way (reprise de The Church) | —          | —          | —          | —          | —          | —          | —          | —          | —          | —          | —          | —          | —          | | Single sans album                |
| 2010  | Clap Your Hands                             | 17         | —          | 12         | —          | —          | 10         | —          | 27         | —          | —          | —          | —          | 28         | | We Are Born                      |
| 2010  | Bring Night                                 | 99         | —          | —          | —          | —          | —          | —          | —          | —          | —          | —          | —          | —          | | We Are Born                      |
| 2013  | Elastic Heart (ft The Weeknd et Diplo)      | 67         | —          | 27         | —          | —          | —          | —          | —          | 7          | —          | 61         | —          | —          | | Bande originale de L'Embrasement |
| 2014  | Chandelier                                  | 2          | 6          | 2          | 6          | 1          | 27         | 3          | 2          | 3          | 5          | 6          | 8          | 1          | - AUS:4xPLatine - CAN: Platine - FR: Platine - US: 9x Platine - UK: PLatine - NZ: 2x Platine - IT:3x Platine - SWI: Platine - MEX: PLatine - ALL: Gold | 1000 Forms of Fear               |
| 2014  | Eye of the Needle                           | 36         | —          | —          | —          | 71         | —          | —          | —          | —          | —          | 181        | —          | —          | | 1000 Forms of Fear               |
| 2014  | Big Girls Cry                               | 16         | 64         | —          | —          | 18         | —          | —          | —          | —          | 60         | 77         | 103        | —          | | 1000 Forms of Fear               |
| 2014  | You're Never Fully Dressed Without a Smile  | 71         | —          | —          | —          | —          | —          | —          | —          | —          | —          | 125        | —          | —          | | Bande originale de Annie         |
| 2014  | Opportunity                                 | —          | —          | —          | —          | —          | —          | —          | —          | —          | —          | —          | —          | —          | | Bande originale de Annie         |
| 2015  | Elastic Heart                               | 5          | 7          | 16         | 7          | 23         | 46         | 9          | 12         | 15         | 4          | 10         | 17         | 1          | - AUS: Platine - CAN:Gold - UK: Gold - IT: Gold | 1000 Forms of Fear               |
| 2015  | Fire Meet Gasoline                          | 60         | —          | —          | —          | 39         | —          | —          | 47         | —          | 193        | —          | —          | —          | | 1000 Forms of Fear               |
| 2015  | Alive                                       | 10         | 28         | —          | —          | 17         | —          | —          | 30         | 29         | —          | 30         | 56         | —          | | This Is Acting                   |
| 2016  | Cheap Thrills                               | 6          | 1          | 1          | 2          | 1          | 3          | 1          | 2          | 3          | 1          | 2          | 1          | 1          | | This Is Acting                   |
| 2016  | The Greatest                                | 2          | 6          | 1          | 5          | 3          | 8          | 4          | 1          | 5          | 3          | 5          | 18         | 34         | | This Is Acting : Deluxe Version  |
| 2016  | Never Give Up                               | 29         | —          | —          | —          | 17         | 77         | —          | 33         | —          | —          | —          | —          | —          | | Bande originale de Lion          |
| 2020  | Together                                    |            |            |            |            |            |            |            |            |            |            |            |            |            | | Bande originale de Music         |

### En collaboration
| Année | Chanson                                              | Meilleure position | Meilleure position  | Meilleure position | Meilleure position | Meilleure position | Meilleure position | Meilleure position | Meilleure position | Meilleure position | Meilleure position | Certifications | Album                    |
| Année | Chanson                                              | Australie          | Belgique (Wallonie) | Danemark           | France             | Allemagne          | NLD                | Nouvelle-Zélande   | Suisse             | Royaume-Uni        | États-Unis         | Certifications | Album                    |
| ----- | ---------------------------------------------------- | ------------------ | ------------------- | ------------------ | ------------------ | ------------------ | ------------------ | ------------------ | ------------------ | ------------------ | ------------------ | --- | ------------------------ |
| 2011  | Titanium (David Guetta avec Sia)                     | 5                  | 4                   | 3                  | 3                  | 5                  | 2                  | 3                  | 9                  | 1                  | 7                  | - AUS: 5X platine - BE: PLatine - AUT: Platine - FIN: Gold - FR: Gold - ALL:Platine - IT:2xPlatine - NZ: 3x Platine - ESP: Platine - SUI: 2x Platine - UK: 2x Platine - US: 2x Platine | Nothing but the Beat     |
| 2011  | I Love It (Hilltop Hoods featuring Sia)              | 6                  | —                   | —                  | —                  | —                  | —                  | 13                 | —                  | —                  | —                  | - AUS:3x Platine | Drinking From the Sun    |
| 2011  | Wild Ones (Flo Rida avec Sia)                        | 2                  | 13                  | 11                 | 11                 | 6                  | 7                  | 1                  | 3                  | 4                  | 5                  | - AUT:Platine - AUS:7x PLatine - CAN: 5x Platine - US: 3x Platine - UK: Platine - NZ: 2x Platine - IT:Gold - SWI: Platine - MEX: Platine - ALL: Gold - SUE:5xplatine                   | Wild Ones                |
| 2012  | She Wolf (Falling to Pieces) (David Guetta avec Sia) | 11                 | 5                   | 7                  | 4                  | 3                  | 6                  | 19                 | 4                  | 8                  | _                  | - AUS:2xPlatine - AUT:Gold - BE:Gold - DEN:Gold - FR:Gold - IT:2xPlatine - ALL:Gold - SUI:Platine - UK:Argent                                                                          | Nothing but the Beat 2.0 |
| 2014  | Je te pardonne (Maître Gims avec Sia)                | —                  | —                   | —                  | 12                 | —                  | —                  | —                  | —                  | —                  | —                  | | Mon cœur avait raison    |
| 2015  | Déjà Vu (Giorgio Moroder avec Sia)                   | —                  | —                   | —                  | 182                | —                  | —                  | —                  | —                  | —                  | —                  | | Déjà Vu                  |
| 2015  | Golden (Travis McCoy avec Sia)                       | 4                  | —                   | —                  | —                  | —                  | —                  | 20                 | —                  | —                  | —                  | | Rough Water              |
| 2015  | Bang My Head (David Guetta avec Sia et Fetty Wap)    | 21                 | 2                   | 38                 | 3                  | 24                 | 26                 | 17                 | 18                 | 18                 | 76                 | | Listen Again             |

## Autres chansons classées
| Year | Song          | AUS | Album                          |
| ---- | ------------- | --- | ------------------------------ |
| 2010 | I Go to Sleep | 32  | Some People Have Real Problems |

## Apparition album
| Année | chanson                                           | Album             |
| ----- | ------------------------------------------------- | ----------------- |
| 2009  | Wicked Game (Peter Joback avec Sia)               | East Side Stories |
| 2010  | Never So Big (David Byrne & Fatboy Slim avec Sia) | Here Lies Love    |
| 2010  | Sweet One (Katie Noonan & The Captains avec Sia)  | Emperor's Box     |

## Clip vidéo
| Année | chanson                                    | Réalisateur                 |
| ----- | ------------------------------------------ | --------------------------- |
| 2000  | Taken For Granted (version originale)      | Matthew Bate                |
| 2000  | Taken For Granted (Version alternative)    | Fatima                      |
| 2000  | Little Man                                 | Cassius Coleman             |
| 2004  | Breathe Me                                 | Sia Furler, Daniel Askill   |
| 2004  | Numb                                       | Sia Furler, Clemens Habicht |
| 2006  | Sunday                                     | Sia Furler                  |
| 2006  | Don't Bring Me Down                        | Nik Fackler                 |
| 2007  | Pictures                                   | Sia Furler                  |
| 2007  | Buttons                                    | Kris Moyes                  |
| 2008  | Day Too Soon                               | Cat Solen                   |
| 2008  | The Girl You Lost To Cocaine               | Kris Moyes                  |
| 2008  | Soon We'll Be Found                        | Claire Carré                |
| 2009  | You've Changed                             | Dennis Liu                  |
| 2010  | Clap Your Hands                            | Kris Moyes                  |
| 2010  | I'm in Here                                | David Altobelli             |
| 2014  | Chandelier                                 | Sia Furler, Daniel Askill   |
| 2014  | You're Never Fully Dressed Without a Smile |                             |
| 2015  | Elastic Heart                              | Sia Furler, Daniel Askill   |
| 2015  | Big Girls Cry                              | Sia Furler, Daniel Askill   |
| 2015  | Fire Meet Gasoline                         | Francesco Carrozzini        |
| 2015  | Alive                                      | Daniel Askill               |
| 2016  | Cheap Thrills                              | Sia Furler, Daniel Askill   |
| 2016  | The Greatest                               | Stacy Moscatelli            |